# Lebor na hUidre
Le Lebor na hUidre, ou Livre de la Vache Brune (Book of the Dun Cow), est un manuscrit irlandais qui date du début du XIIe siècle, contenant des documents sur l'origine mythique de l'Irlande. Son titre fait référence à l’animal d’un moine de l’abbaye de Clonmacnoise, Saint Ciarán. Il comprend des histoires du Cycle d'Ulster (dont la plus ancienne version du Táin Bó Cúailnge), le Cycle fenian, le Cycle mythologique et le Cycle historique de la mythologie celtique irlandaise, ainsi que des textes religieux et historiques. Il appartient à la Royal Irish Academy depuis 1844, après avoir été conservé dans une bibliothèque privée. Il est en mauvais état : il n'en reste que soixante-sept pages et de nombreux textes sont incomplets.
Ce manuscrit a été écrit au monastère de Clonmacnoise, dans le comté d'Offaly, et il est l'œuvre de trois scribes. Máel Muire mac Célechair (dénommé « M ») et un deuxième scribe (dénommé « A ») ont écrit le manuscrit original, travaillant à deux. Máel Muire est connu dans les annales irlandaises pour avoir péri lors du raid viking sur Clonmacnoise en 1106, ce qui permet d'établir que ce texte est antérieur à cette date. Un troisième scribe, dénommé « H », ajouta un certain nombre de textes et de passages parfois sur de nouvelles pages, effaçant certains morceaux de l'original. Ces ajouts et retraits datent de la fin du XIIe siècle ou du XIIIe siècle, et sans doute avant 1359, date à laquelle le manuscrit servit de rançon pour libérer plusieurs membres de la famille O'Donnell de Donegal, emprisonnés sous les ordres de Cathal Óg O'Connor de Sligo.